# 河西静夫
河西 静夫（かさい しずお、1906年12月1日 - 2003年11月13日 ）は、日本の実業家。元帝国ホテル代表取締役副社長、元 帝国商事 取締役社長、元 帝国ホテルハイヤー取締役社長、元 帝国ホテル列車食堂 取締役、元 ニューフジヤホテル代表取締役会長、元 監査役、元 芝パークホテル取締役、元 熱海富士屋ホテル取締役。

## 人物・経歴
1906年生まれ。1932年旧制巣鴨高等商業学校（現・千葉商科大学）卒業。1933年株式会社帝国ホテル入社。1948年社団法人日本ホテル協会（現・一般社団法人日本ホテル協会）常務理事、および社団法人日本観光通訳協会（現・一般社団法人日本観光通訳協会）理事、1950年株式会社帝国ホテル副支配人、1951年取締役、1955年株式会社芝パークホテル取締役、1957年株式会社帝国ホテ常務取締役、1961年帝国商事株式会社取締役、1963年財団法人日本船舶振興会（現・公益財団法人日本財団）専門委員会委員、1967年内閣観光政策審議会委員、1968年株式会社帝国ホテル専務取締役、1969年財団法人観光資源保護財団（現・公益社団法人日本ナショナルトラスト）理事、1970年帝国ホテル代表取締役副社長、1971年帝国商事株式会社 取締役社長、および学校法人千葉学園 (千葉県)評議員、1973年帝国ホテルハイヤー取締役社長、1974年株式会社ニューフジヤホテル監査役、1976年代表取締役会長、および株式会社熱海富士屋ホテル取締役就任。